# Chivito

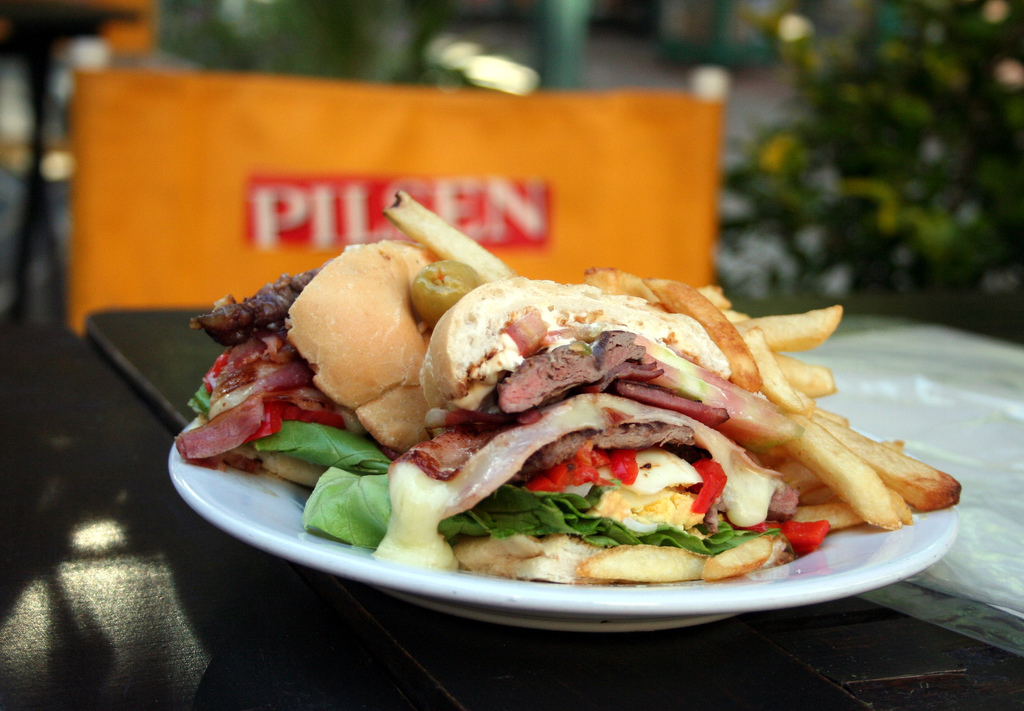
Aufgeschnittener Chivito

Chivito ist das Nationalgericht Uruguays. Es besteht in der Regel aus einem Filet Mignon, Mozzarella, Tomatenscheiben, Mayonnaise, Oliven, gekochtem Schinken und hartgekochtem Ei oder Spiegelei in einem Brötchen, alternativ wird es ohne Brötchen als al plato serviert. Als Beilage werden Pommes frites gereicht. Andere Zutaten können auch Speck, eingelegte Gurken, Salatblätter, rote Beete oder gebratenes Gemüse sein.

## Geschichte
Die „Erfindung“ des Chivitos wird gemeinhin dem gebürtigen Italiener Antonio Carbonaro zugeschrieben, der als Inhaber einer Bar im uruguayischen Badeort Punta del Este 1944 mit einer Kundin konfrontiert wurde, die nach einem Gericht mit Lammfleisch (der spanische Begriff für „Lamm“ ist „el chivito“) fragte. Carbonaro hatte laut der von seiner Schwiegertochter kolportierten Geschichte kein Lammfleisch vorrätig, improvisierte aber ein Sandwich in Form des heutigen Chivito, das sich als Verkaufsschlager entpuppte.